# Estnische Verfassung von 1920

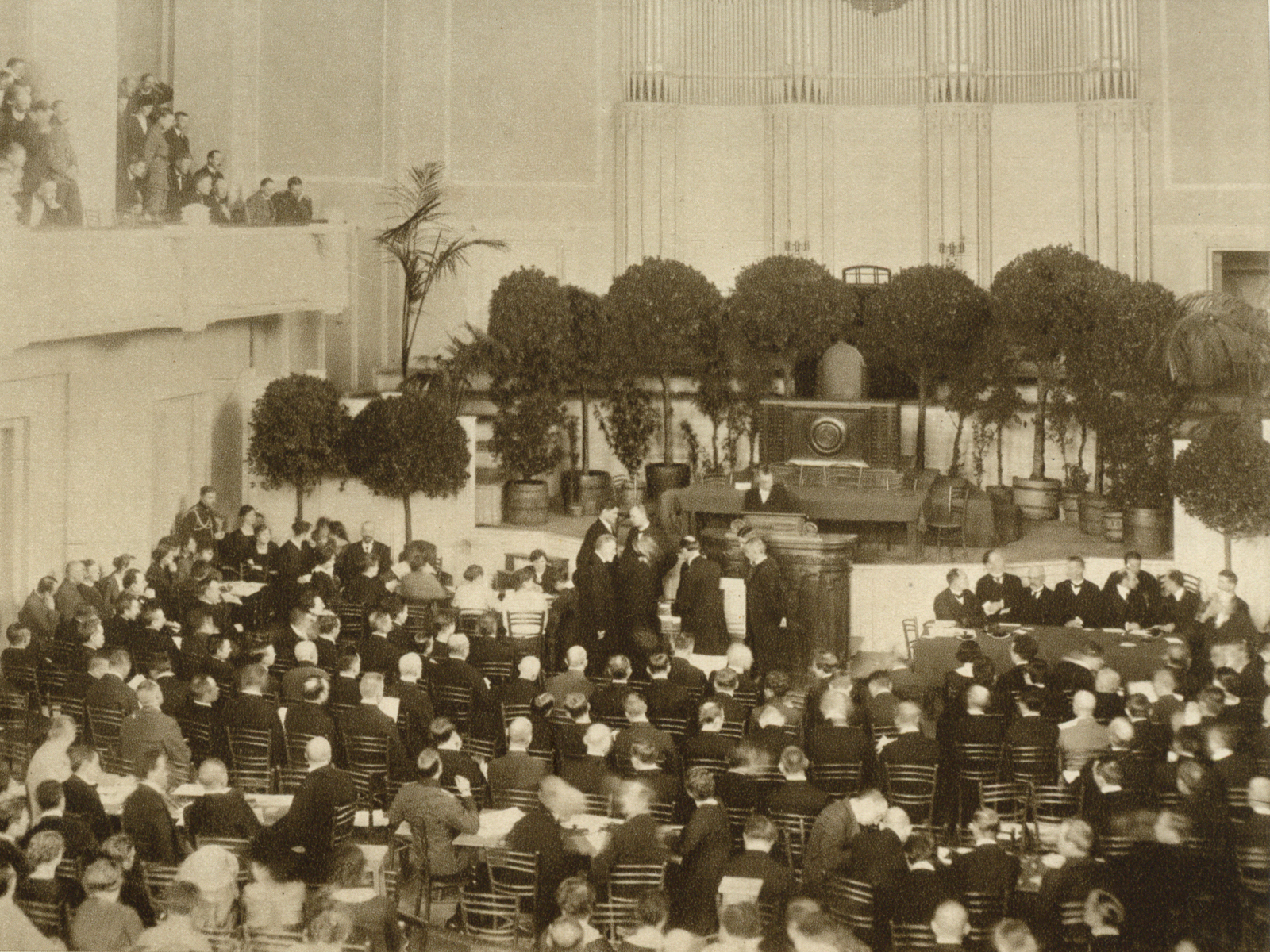
Eröffnungssitzung der verfassunggebenden Versammlung. Tallinn, 23. April 1919.

Das erste Grundgesetz der Republik Estland (estnisch Eesti Vabariigi põhiseadus) war vom 21. Dezember 1920 bis zum 23. Januar 1934 die Verfassung Estlands.

## Entstehungsgeschichte
Estland erklärte am 24. Februar 1918 seine staatliche Unabhängigkeit von Russland. Ab dem 23. April 1919 erarbeitete eine verfassunggebende Versammlung, die Asutav Kogu, ein freiheitlich-demokratisches Grundgesetz für den jungen Staat. Am 15. Juni 1920 wurde der Verfassungstext von der verfassunggebenden Versammlung angenommen. Im Gegensatz zu allen späteren Verfassungen der Republik Estland fand keine Volksabstimmung statt. Am 21. Dezember 1920 trat die Verfassung in Kraft.

## Aufbau
Die estnische Verfassung von 1920 ist in eine Präambel und zehn Abschnitte (peatükk) unterteilt. Die Präambel betont den Willen des estnischen Volkes, einen Staat auf der Grundlage von Gerechtigkeit, Recht und Freiheit zu gründen.
Nach den allgemeinen Bestimmungen (1. Abschnitt) folgt ein ausführlicher Grundrechtekatalog (2. Abschnitt). Die Verfassung kennt im Sinne der Gewaltenteilung vier Verfassungsorgane: das Volk als oberste Instanz (3. Abschnitt), das Parlament als Legislative (wörtlich: „Staatsversammlung“, 4. Abschnitt), die Regierung als Exekutive (5. Abschnitt) und die Gerichte als Judikative (6. Abschnitt).
Im 7. Abschnitt werden die Grundsätze der kommunalen Selbstverwaltung aufgeführt. Es folgen Bestimmungen zum Verteidigungsfall und zum Staatshaushalt. Der 10. Abschnitt enthält Vorschriften zur Änderung der Verfassung.

## Gliederung
| Abschnitt | §§    | Deutsch                                               | Estnisch                        |
|           |       | (Präambel)                                            | (Preambula)                     |
| 1         | 1-5   | Allgemeine Bestimmungen                               | Üleüldised määrused             |
| 2         | 6-26  | Über die Grundrechte der estnischen Bürger            | Eesti kodanikkude põhiõigustest |
| 3         | 27-34 | Über das Volk                                         | Rahvast                         |
| 4         | 35-56 | Parlament                                             | Riigikogu                       |
| 5         | 57-67 | Über die Regierung                                    | Valitsusest                     |
| 6         | 68-74 | Über das Gericht                                      | Kohtust                         |
| 7         | 75-77 | Über die Selbstverwaltung                             | Omavalitsusest                  |
| 8         | 78-82 | Über die Staatsverteidigung                           | Riigikaitsest                   |
| 9         | 83-85 | Über die Steuern des Staates und den Haushalt         | Riigi maksudest ja eelarvest    |
| 10        | 86-89 | Über die Geltung des Grundgesetzes und seine Änderung | Põhiseaduse jõust ja muutmisest |

## Staatsgrundsätze
Estland ist eine unabhängige, unteilbare Republik. Die Staatsgewalt geht vom Volke aus (§ 1). Das Territorium der Republik Estland umfasst die im § 2 festgelegten Gebiete. Die Staatsgrenzen werden durch internationale Verträge festgelegt. Die allgemeinen Grundsätze des Völkerrechts sind Bestandteil der estnischen Rechtsordnung. Die Staatssprache ist estnisch.

## Grundrechte
In den §§ 6 bis 34 werden unter der Überschrift „Über die Grundrechte der estnischen Bürger“ die Freiheitsrechte, das Eigentumsrecht und die Justizgrundrechte verbrieft. Die Wirtschaftsordnung muss den Grundsätzen der Gerechtigkeit entsprechen (§ 25). Das Streikrecht wird gewährleistet (§ 18 Satz 3). Die Vorrechte der Geburt, des Glaubens, des Geschlechts, des Standes oder der Nationalität sind abgeschafft (§ 6).
Jedem Esten steht es frei, sich zu einer Nationalität zu bekennen (§ 20). In Gebieten, in denen die Bevölkerungsmehrheit nicht estnischer Nationalität ist, können die kommunalen Selbstverwaltungskörperschaften die Sprachen der nationalen Minderheiten verwenden. Angehörige der deutschen, russischen und schwedischen Minderheit können sich in ihrer Sprache an die staatlichen Behörden wenden (§§ 21-23). Den nationalen Minderheiten steht die Gründung autonomer kultureller und sozialer Körperschaften frei.
Estland vergibt außer in Kriegszeiten weder Orden noch Ehrenzeichen. Estnischen Staatsangehörigen ist die Annahme ausländischer Orden und Ehrenzeichen verboten (§ 7).

## Staatsorganisation
Oberstes Staatsorgan der Republik Estland ist das Volk „in Gestalt der wahlberechtigten Bürger“ (§ 27). Das Volk übt seine Macht durch Volksabstimmungen, Volksbegehren und die Wahlen zum Parlament aus. Wahlberechtigt ist jeder, der das 20. Lebensjahr vollendet hat und mindestens seit einem Jahr estnischer Staatsbürger ist.
Vor dem Inkrafttreten eines Gesetzes kann mit einem Volksbegehren, das von 25.000 wahlberechtigten Bürgern unterstützt wird, eine Volksabstimmung über ein vom Parlament beschlossene Gesetz gefordert werden. Mit derselben Mehrheit kann in einem Volksbegehren vom Parlament der Erlass, die Änderung oder die Aufhebung eines Gesetzes gefordert werden. Kommt das Parlament der Aufforderung nicht nach, findet eine Volksabstimmung über den entsprechenden Änderungsvorschlag statt. Dieser gilt als angenommen, wenn die Mehrheit der Abstimmenden dies verlangt (§§ 30, 31). Ist die Volksabstimmung erfolgreich, wird automatisch das Parlament aufgelöst. Es finden dann spätestens 75 Tage nach der Volksabstimmung Parlamentswahlen statt (§ 32).
Volksabstimmungen und Volksbegehren können nicht zu Haushaltsfragen, zur Kriegserklärung, zum Friedensschluss oder zu völkerrechtlichen Verträgen durchgeführt werden (§ 34). Die Verfassung selbst kann nur durch Volksabstimmung geändert werden (§ 88).
Das Parlament (Riigikogu) besteht aus 100 Abgeordneten, die nach den Grundsätzen der Verhältniswahl bestimmt werden. Der Riigikogu hat die Möglichkeit, durch einfaches Gesetz die Mitgliederzahl für die folgende Legislaturperiode zu erhöhen (§ 36). Die Wahlperiode beträgt drei Jahre (§ 39). Die Abgeordneten sind frei und nur der Öffentlichkeit verantwortlich (§ 48). Sie genießen Immunität vor strafrechtlicher Verfolgung (§ 49). Die Sitzungen des Parlaments sind öffentlich. Die Öffentlichkeit kann ausgeschlossen werden, wenn zwei Drittel der Abgeordneten dies verlangen (§ 47).
Die Regierung besteht aus dem Staatsältesten (riigivanem) als Regierungschef und den Ministern (§ 58). Der Staatsälteste ist zugleich Staatsoberhaupt der Republik Estland (§ 61). Die Regierung wird vom Parlament ins Amt berufen und von diesem entlassen. Sie muss stets das Vertrauen des Parlaments genießen. Im Falle eines Misstrauensvotums sind die Regierung oder ein einzelner Minister zum Rücktritt verpflichtet (§ 64).
Die rechtsprechende Gewalt ist unabhängigen Gerichten übertragen (§ 68). Oberstes Organ der Judikative ist der Staatsgerichtshof (Riigikohus), dessen Mitglieder vom Parlament gewählt werden (§ 69). Die estnischen Richter der unteren Instanzen werden vom Staatsgerichtshof bestimmt (§ 70). Sie genießen richterliche Unabhängigkeit. Ausnahmegerichte sind nur in Kriegszeiten, im Verteidigungsfall oder auf Kriegsschiffen zulässig.

## Verfassungswirklichkeit
Das estnische Grundgesetz von 1920 war für seine Zeit eine sehr moderne republikanische Verfassung. Die Grund- und Freiheitsrechte wurden gewährleistet. Den nationalen Minderheiten gesteht die Verfassung eine starke Stellung zu, die durch das estnische Gesetz über die Kulturautonomie von 1925 weiter verstärkt wurde.
Charakteristikum der Verfassung von 1920 war die starke Betonung der Demokratie. Ziel der verfassunggebenden Versammlung war es, Rousseaus Idee von der Volkssouveränität zu verwirklichen. Das Volk selbst wurde neben Legislative, Exekutive und Judikative zu den Staatsorganen gerechnet. Volksbegehren und Volksabstimmungen, die 1919/1920 in Europa noch nicht weit verbreitet waren, wurden eingeführt.
Die Befugnisse des Parlaments waren sehr groß. Durch Misstrauensvotum konnten die Regierung jederzeit gestürzt oder einzelne Minister entlassen werden. Als Folge kam es zu einer Vielzahl kurzlebiger Regierungen und Phasen politischer Instabilität. Zwischen Dezember 1920 und Januar 1934 erlebte Estland 16 Regierungen, von denen einige nur wenige Monate im Amt blieben.
Besonders während der Wirtschaftskrise in Estland ab 1929 wurden immer mehr Stimmen laut, die eine Änderung des Grundgesetzes forderten, um zu mehr politischer Stabilität zu kommen. Vor allem der einflussreiche Zentralverband der Freiheitskämpfer (Eesti Vabadussõjalaste Keskliit), in dem sich die Veteranen des estnischen Freiheitskriegs (1918–1920) organisiert hatten, plädierte lautstark für die Ablösung durch eine neue Verfassung. Die Schwächen des Grundgesetzes versuchte die neue Verfassung auszugleichen, die im Oktober 1933 in einer Volksabstimmung angenommen wurde und 1934 in Kraft trat.